# داوران (همبرات)
داوران (بالفارسية: داوران) هي قرية تقع في إيران في قسم همبرات الريفي. يقدر عدد سكانها بـ 106 نسمة بحسب إحصاء 2016.